# Joe Alwyn
Joseph Matthew Alwyn (sinh ngày 21 tháng 2 năm 1991) là một diễn viên người Anh. Anh đã tham gia các bộ phim như Billy Lynn và cuộc chiến nửa đời người (2016), The Favourite (2018) và Harriet (2019).
Với vai trò là một nhà soạn nhạc, Alwyn đã tham gia vào công việc sáng tác mười bài hát của Taylor Swift từ năm 2020 đến 2022, bao gồm cả "Exile" trích từ album phòng thu thứ tám của Swift, Folklore, mang về cho Alwyn một Giải Grammy cho Album của năm tại lễ trao giải lần thứ 63.

## Tiểu sử
Alwyn sinh ra ở Tunbridge Wells, Kent, Anh. Lớn lên ở Tufnell Park và Crouch End, Bắc Luân Đôn, Alwyn là con trai của một bà mẹ trị liệu tâm lý và một người cha làm phim tài liệu. Anh là cháu chắt của nhà soạn nhạc William Alwyn.
Alwyn học tập tại Trường Thành phố Luân Đôn. Mặc dù là một đứa trẻ "hướng nội", anh nuôi thầm ước mơ trở thành một diễn viên. Anh trở thành thành viên của Nhà hát Tuổi trẻ Quốc gia ở tuổi thiếu niên. Trong khi học văn học và kịch nói tiếng Anh tại Đại học Bristol, anh đã diễn xuất trong hai tác phẩm của sinh viên tại Lễ hội Fringe Edinburgh. Sau khi tốt nghiệp vào năm 2012, anh đã hoàn thành bằng cử nhân diễn xuất tại Royal Central School of Speech and Drama.

## Sự nghiệp
Trong vòng hai tuần kể từ buổi giới thiệu tốt nghiệp của mình, vào đầu năm 2015, Alwyn đã được chọn vào vai chính của bộ phim chiến tranh năm 2016 của Lý An, Billy Lynn và cuộc chiến nửa đời người, dựa trên cuốn tiểu thuyết Ben Fountain. Năm 2017, anh có một vai phụ trong bộ phim truyền hình tiếng Anh Cảm giác khi kết thúc.
Năm 2018, anh xuất hiện trong các bộ phim truyền hình dài tập Operation Finale, The Favourite, Boy Erasing và Mary Queen of Scots. Năm 2019, anh đóng vai chính là chủ sở hữu nô lệ Gideon Brodess trong bộ phim tiểu sử Harriet, về người theo chủ nghĩa bãi bỏ Harriet Tubman đã ra mắt thế giới tại Liên hoan phim quốc tế Toronto vào ngày 10 tháng 9. Vào tháng 8, anh tham gia vào đoàn làm phim The Souvenir phần 2 và vào tháng 12, Alwyn xuất hiện với vai Bob Cratchit trong bộ phim ngắn gồm ba phần của BBC/FX A Christmas Carol.

## Đời tư
Từ năm 2016, Alwyn đã hẹn hò với ca sĩ kiêm nhạc sĩ người Mỹ Taylor Swift. Tháng 4 năm 2023, nhiều nguồn tin xác nhận rằng Swift và Alwyn đã chính thức chia tay sau gần bảy năm bên nhau.

## Danh sách phim

### Phim điện ảnh
| Năm  | Tiêu đề                                | Vai diễn                                  | Đạo diễn           | Ghi chú |
| ---- | -------------------------------------- | ----------------------------------------- | ------------------ | --- |
| 2016 | Billy Lynn và cuộc chiến nửa đời người | Billy Lynn                                | Lý An              | |
| 2017 | Cám giác khi kết thúc                  | Adrian Finn                               | Ritesh Batra       | |
| 2018 | Operation Finale                       | Klaus Eichmann                            | Chris Weitz        | |
| 2018 | The Favourite                          | Samuel Masham                             | Yorgos Lanthimos   | Giải thưởng điện ảnh được các nhà phê bình bình chọn cho bộ phim xuất sắc nhất Giải thưởng vệ tinh cho dàn diễn viên xuất sắc nhất - Phim điện ảnh |
| 2018 | Boy Erased                             | Henry Wallace                             | Joel Edgerton      | |
| 2018 | Mary Queen of Scots                    | Robert Dudley, Bá tước thứ 1 xứ Leicester | Josie Rourke       | |
| 2019 | Harriet                                | Nữ hoàng Gideon                           | Lemions            | |
| 2020 | Miss Americana                         | Chính anh                                 | Lana Wilson        | Cameo |
| TBA  | The Souvenir phần 2                    |                                           | Joanna Hogg        | Hậu kỳ |
| 2021 | The Last Letter from Your Lover        | Laurence Stirling                         | Augustine Frizzell | Hậu kỳ |

### Phim truyền hình
| Năm  | Tiêu đề           | Vai diễn     | Ghi chú       |
| ---- | ----------------- | ------------ | ------------- |
| 2019 | A Christmas Carol | Bob Cratchit | Tập phim ngắn |